# Ramaria
Ramaria és un gènere de fongs de l'ordre dels gomfals (Gomphales) coneguts popularment com a peus de rata. Conté unes 300 espècies. Algunes, com Ramaria flava, són comestibles i es cullen a Europa, encara que és fàcil la confusió amb altres espècies verinoses com són R. formosa i R. pallida.

## Etimologia
El nom del gènere deriva del llatí rāmus que significa branca.

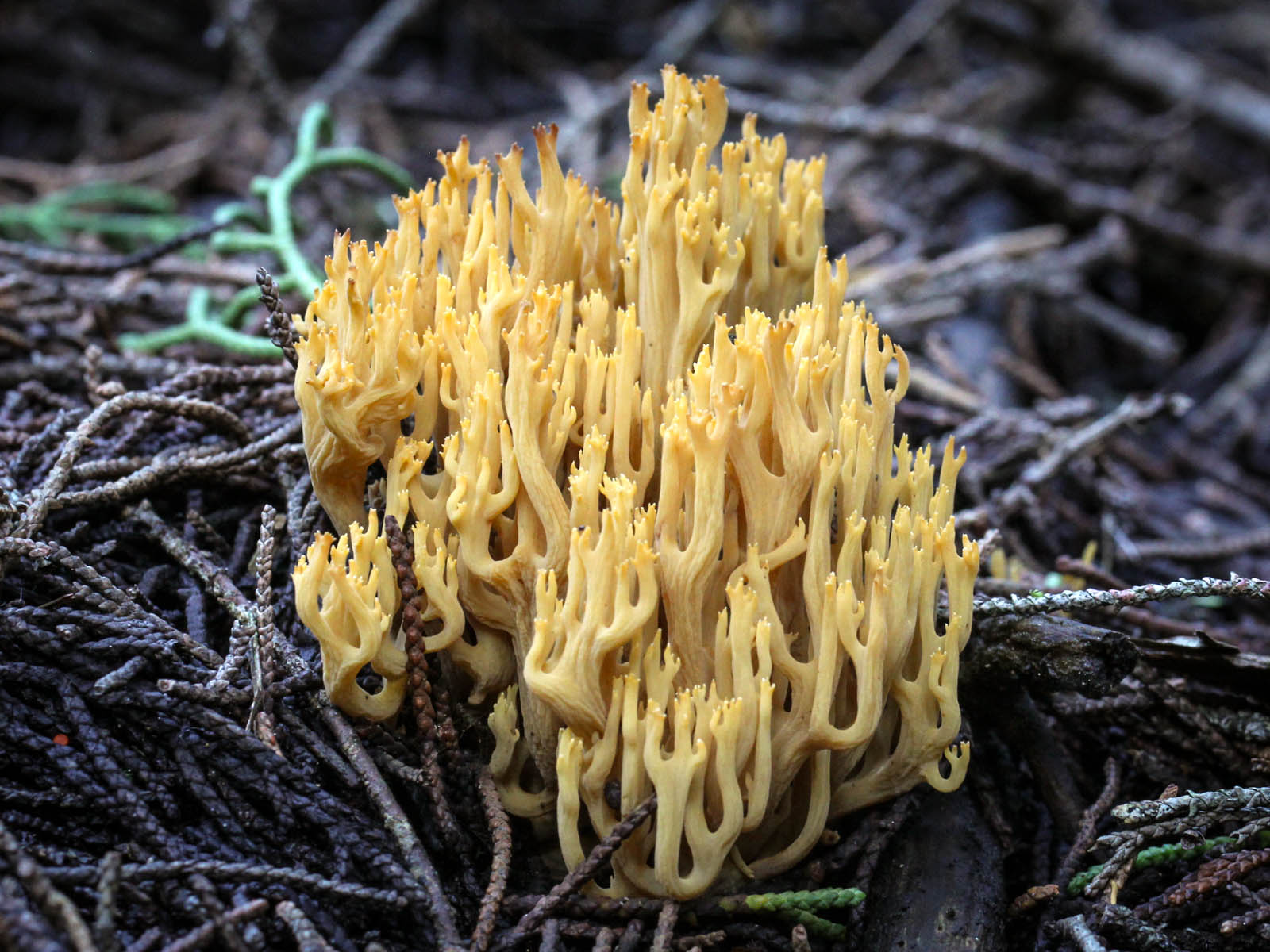
Ramaria myceliosa

## Taxonomia
- R. abietina
- R. acrisiccescens
- R. acutissima
- R. aenea
- R. africana
- R. albidoflava
- R. albocinerea
- R. alborosea
- R. altaica
- R. ambigua
- R. americana
- R. amyloidea
- R. anisata
- R. anziana
- R. apiahyna
- R. apiculata
- R. araiospora
- R. arcosuensis
- R. argentea
- R. armeniaca
- R. articulotela
- R. asiatica
- R. atkinsonii
- R. aurantiisiccescens
- R. aurea
- R. aureofulva
- R. aureorhiza
- R. australiana
- R. avellaneovertex
- R. basirobusta
- R. bonii
- R. botrytis
- R. botrytoides
- R. bourdotiana
- R. brevispora
- R. brienzensis
- R. broomei
- R. brunneicontusa
- R. brunneipes
- R. brunneomaculata
- R. bulbobasidiata
- R. cacao
- R. camelicolor
- R. camellia
- R. campestris
- R. campoi
- R. candida
- R. canescens
- R. capitata
- R. capucina
- R. celerivirescens
- R. cettoi
- R. cinereocarnea
- R. cladoniae
- R. clarobrunnea
- R. claviramulata
- R. cokeri
- R. conjuncta
- R. conjunctipes
- R. coulterae
- R. curta
- R. cyaneigranosa
- R. cyanocephala
- R. cystidiophora
- R. daucipes
- R. decurrens
- R. distinctissima
- R. divaricata
- R. dolomitica
- R. echinovirens
- R. eosanguinea
- R. ephemeroderma
- R. eryuanensis
- R. eumorpha
- R. fagetorum
- R. fagicola
- R. fennica
- R. filicicola
- R. filicina
- R. fistulosa
- R. flaccida
- R. flava
- R. flavescens
- R. flaviceps
- R. flavicolor
- R. flavigelatinosa
- R. flavoalba
- R. flavobrunnescens
- R. flavoides
- R. flavomicrospora
- R. flavosalmonicolor
- R. flavosaponaria
- R. flavoviridis
- R. flavula
- R. foetida
- R. formosa
- R. fragillima
- R. fumosiavellanea
- R. fuscobrunnea
- R. gelatiniaurantia
- R. gelatinosa
- R. gigantea
- R. glaucoaromatica
- R. gracilis
- R. grandipes
- R. grandis
- R. griseobrunnea
- R. grundii
- R. guyanensis
- R. gypsea
- R. harrisonii
- R. hemirubella
- R. henriquesii
- R. highlandensis
- R. hilaris
- R. himalayensis
- R. holorubella
- R. ignicolor
- R. incognita
- R. incongrua
- R. indoyunnaniana
- R. inedulis
- R. inquinata
- R. insignis
- R. intimorosea
- R. junquilleavertex
- R. kisantuensis
- R. lacteobrunnescens
- R. laeviformosoides
- R. laevispora
- R. largentii
- R. leptoformosa
- R. linearioides
- R. longicaulis
- R. longispora
- R. longissimispora
- R. lorithamnus
- R. luteoflaccida
- R. maculatipes
- R. maculospora
- R. madagascariensis
- R. magnifica
- R. magnipes
- R. marrii
- R. mediterranea
- R. moelleriana
- R. murrillii
- R. mutabilis
- R. myceliosa
- R. nanispora
- R. neoformosa
- R. obtusissima
- R. ochracea
- R. ochrochlora
- R. pallida
- R. pallidissima
- R. pallidosaponaria
- R. palmata
- R. pancaribbea
- R. patagonica
- R. perbrunnea
- R. perfluopunicea
- R. petersenii
- R. piedmontiana
- R. polonica
- R. polypus
- R. primulina
- R. prostrata
- R. pseudobotrytis
- R. pseudogracilis
- R. pumila
- R. pupulispora
- R. pura
- R. purpureopallida
- R. purpurissima
- R. pusilla
- R. pyrispora
- R. rainierensis
- R. rasilispora
- R. raveneliana
- R. reticulata
- R. roellinii
- R. rosella
- R. rotundispora
- R. rubella
- R. rubiginosa
- R. rubriattenuipes
- R. rubribrunnescens
- R. rubricarnata
- R. rubrievanescens
- R. rubripermanens
- R. rubrogelatinosa
- R. samuelsii
- R. sandaracina
- R. sanguinea
- R. sanguinipes
- R. sardiniensis
- R. schildii
- R. sclerocarnosa
- R. secunda
- R. sesiana
- R. sinoconjunctipes
- R. solomonensis
- R. somniculosa
- R. spinulosa
- R. strasseri
- R. stricta
- R. stuntzii
- R. subaurantiaca
- R. subbotrytis
- R. subgelatinosa
- R. subtilis
- R. subviolacea
- R. suecica
- R. synaptopoda
- R. terrea
- R. testaceoflava
- R. testaceoviolacea
- R. thalliovirescens
- R. thiersii
- R. toxica
- R. tridentina
- R. tropicalis
- R. tsugina
- R. valdiviana
- R. varians
- R. velocimutans
- R. verlotensis
- R. vinaceipes
- R. vinosimaculans
- R. violaceibrunnea
- R. watlingii
- R. xanthosperma
- R. zeppelinospora
- R. zippelii